# Lózara
Lózara (llamada oficialmente San Cristovo de Lóuzara) es una parroquia y una aldea española del municipio de Samos, en la provincia de Lugo, Galicia.

## Otras denominaciones
La parroquia también es conocida por los nombres de San Cristóbal de Lózara y San Cristobo de Louzara.

## Organización territorial
La parroquia está formada por diez entidades de población:
- Airapadrón
- Campos
- Castrelo
- Chaos
- Chelo
- Frexulfe
- Lampazas
- Outonín
- Quintá
- San Cristobo de Lóuzara (San Cristovo)

## Demografía

### Parroquia
| Gráfica de evolución demográfica de Lózara (parroquia) entre 2000 y 2021 |
|                                                                          |
| Datos según el nomenclátor publicado por el INE.                         |

### Aldea
| Gráfica de evolución demográfica de San Cristobo de Lóuzara (aldea) entre 2000 y 2021 |
|                                                                                       |
| Datos según el nomenclátor publicado por el INE.                                      |